# تونوشنا
تونوشنا (به روسی: Аэропорт Туношна) فرودگاهی عمومی واقع در یاروسلاول در کشور روسیه است.

## شرکت‌های هواپیمایی و مقصدهای پروازی
The list of regular services changes frequently. According to the airport's website as of February 2017 the following flights are scheduled:
| شرکت‌های هواپیمایی | مقصدهای پروازی   |
| ----------------- | ---------------- |
| ALROSA Airlines   | فصلی: سیمفروپول, |
| Pegas Fly         | فصلی: سیمفروپول  |
| اس۷ ایرلاینز      | پالکوو           |
| ساراتوف ایرلاینز  | فصلی: سیمفروپول  |